# Regeringen Monrad
Regeringen Monrad var Danmarks regering mellan 31 december 1863 och 11 juli 1864. 
Konseljpresident
- Ditlev Gothard Monrad

Utrikesminister
- Ditlev Gothard Monrad, till 8 januari, därefter George Quaade (Monrad vikarierade mellan 3 april och 6 juli)

Finansminister
- Ditlev Gothard Monrad

Inrikesminister
- Carl Ludvig Vilhelm Rømer von Nutzhorn till 10 maj 1864, därefter Hans Rasmussen Carlsen

Justitieminister
- Andreas Lorenz Casse

Kyrko- och undervisningsminister 
- Christian Thorning Engelstoft

Krigsminister
- Christian Carl Lundbye till 18 maj 1864, därefter Christian Emilius Reich

Marinminister
- Otto Hans Lütken

Minister över Slesvig
- Carl Frederik Simony till 24 februari 1864, därefter Christian Gottfried Wilhelm Johansen

Minister över Holstein och Lauenborg
- Ditlev Gothard Monrad